# Sci alpinismo

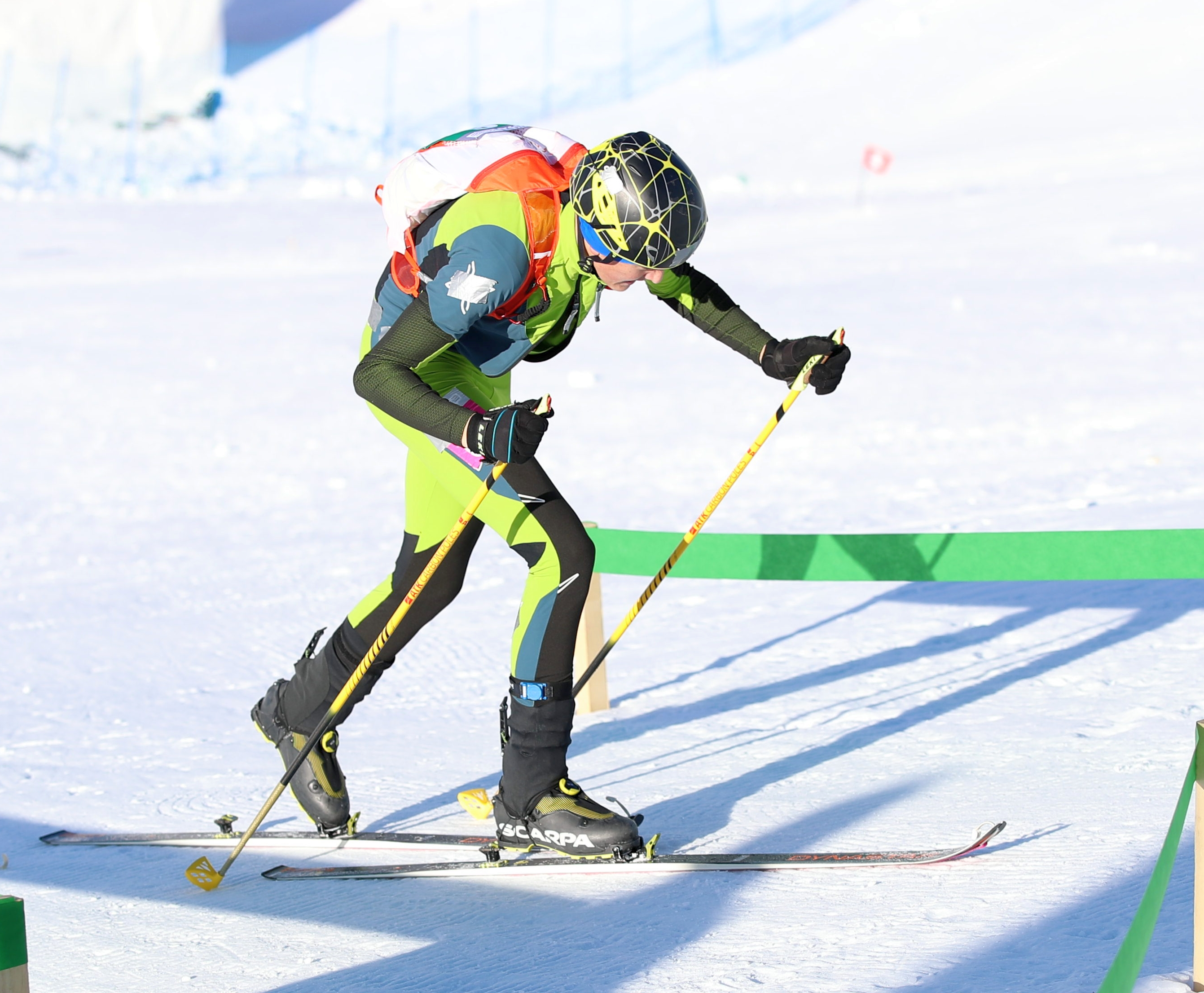
Scialpinista durante la salita in una gara

Lo sci alpinismo (o scialpinismo) è una disciplina sportiva sciistico-alpinistica, che si pratica in montagna durante i periodi di innevamento, tipicamente al di fuori da impianti e piste attrezzate ovvero su pendii "fuoripista", mediante l'utilizzo di sci opportuni e pelli di foca, permettendo di muoversi sia in risalita che in discesa, come attività a sé stante oppure come modalità di avvicinamento invernale a percorsi prettamente alpinistici.

## Storia

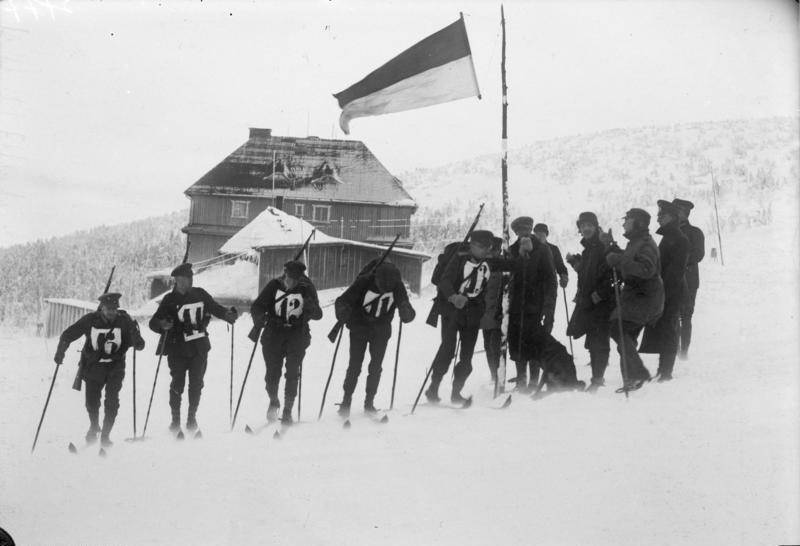
Partenza di una gara nel 1932

L'utilizzo delle pelli di foca, (inizialmente naturali, poi soppiantate da prodotti sintetici) sotto le solette degli sci per permettere l'avanzamento e la tenuta in salita è stato ripreso dai pionieri dello scialpinismo dagli esploratori delle aree polari. Le tecniche, sebbene primitive, erano già ben delineate nei primi anni del XX secolo, ed utilizzate anche in campo bellico dalle Truppe alpine durante la prima guerra mondiale.
Gli anni del primo dopoguerra hanno visto una notevole evoluzione della tecnica e dei materiali, (del 1927 la prima ascensione sciistica italiana al Monte Bianco, da parte di Ottorino Mezzalama ed Ettore Santi) e nel secondo dopoguerra si è assistito ad una diffusione su scala relativamente vasta di appassionati a questa attività invernale. Già nel 1933 si organizzò la prima edizione di quella che sarebbe diventata la più importante competizione di scialpinismo come disciplina agonistica.

### È nato prima lo sci alpino o lo sci alpinismo?
L'utilizzo dei primi sci da parte di popolazioni scandinave, prevedeva la risalita con gli sci, con o senza pelli di foca, o, in alternativa, la risalita a piedi. Solo all'inizio del Novecento nacquero sulle Alpi i primi impianti di risalita, dando vita allo sci alpino propriamente detto. Il moderno scialpinismo non è sostanzialmente diverso dal primordiale concetto di utilizzo dello sci dei secoli passati. Tuttavia nel tempo sono cambiate le tecniche, i materiali e gli scopi (da mezzo di locomozione invernale a sport e svago).

## Descrizione

### Materiali

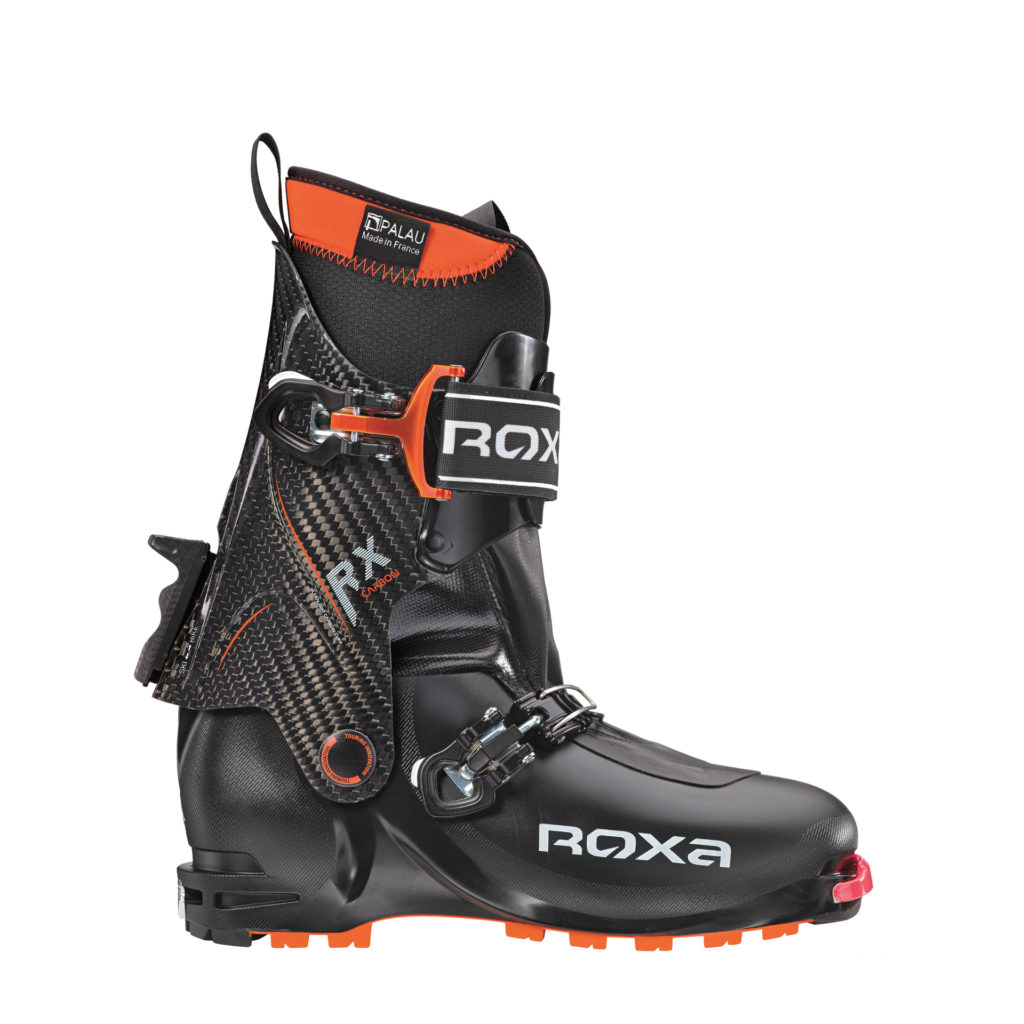
Moderno scarpone da sci alpinismo, il gambaletto in carbonio garantisce un peso ridotto per la salita ed un'ottima rigidità per la discesa.

Per praticare lo scialpinismo sono necessari:
- Sci da scialpinismo, muniti di attacchi: si tratta di sci di dimensioni simili a quelli per lo sci alpino ma più leggeri con gli attacchi che permettono di liberare il tallone, agevolando così i movimenti in salita, e di bloccarlo poi per sciare in discesa. Questi materiali negli ultimi anni hanno subito un'evoluzione tecnologica notevole con l'intento di raggiungere pesi sempre più ridotti, maggiore maneggevolezza per la salita e nello stesso tempo sicurezza specialmente per la fase di discesa. Il carbonio ormai fa da padrone nella composizione delle strutture degli sci e degli scarponi più performanti, mentre per la costruzione degli attacchi vengono impiegate leghe aerospaziali come l'ergal ed il titanio.
- Scarponi da scialpinismo: simili a quelli per sci alpino, ma solitamente più leggeri, dotati di una suola in gomma per agevolare la camminata qualora sia necessario.Moderni attacchi da sci alpinismo da gara. Le parti di colore nero sono realizzate in ergal anodizzato e le parti di colore grigio scuro sono in titanio, entrambe leghe aerospaziali che consentono di ottenere un prodotto estremamente leggero, resistente e sicuro.

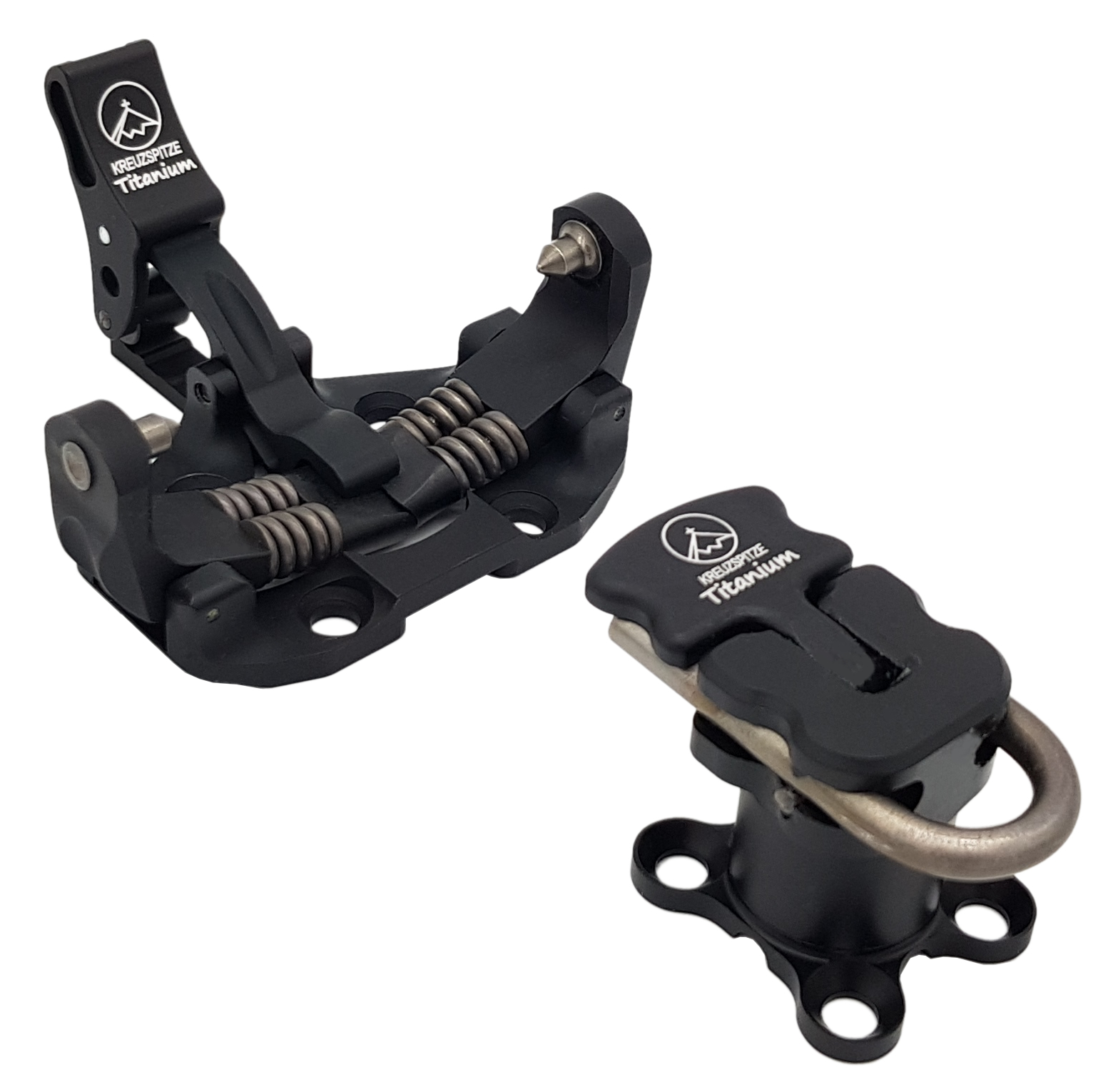
Moderni attacchi da sci alpinismo da gara. Le parti di colore nero sono realizzate in ergal anodizzato e le parti di colore grigio scuro sono in titanio, entrambe leghe aerospaziali che consentono di ottenere un prodotto estremamente leggero, resistente e sicuro.

- Bastoncini da sci: molto simili a quelli per lo sci alpino, agevolano la salita, ma vengono utilizzati anche in discesa.
- Pelli di foca: costruite ormai in materiale sintetico (poliestere) oppure in lana mohair, hanno un lato adesivo e vanno applicate alla soletta dello sci quando si vuole intraprendere una salita venendo tolte e riposte nello zaino prima della discesa.

Esistono poi una serie di altri strumenti come: rampant, ramponi, piccozza e più in generale qualsiasi attrezzatura da alpinismo necessaria a superare eventuali difficoltà alpinistiche lungo il percorso.

### Rischi
Data la natura di questa attività, chi pratica lo sci alpinismo è particolarmente esposto al rischio di travolgimento da valanga. Infatti lo sci alpinista, in discesa, oltre che sovraccaricare i pendii carichi di neve col proprio peso, spesso "taglia" il pendio, facendo venire meno la coesione del manto nevoso. Questo, in particolari condizioni, può provocare il distacco di valanghe. Per evitare questa eventualità gli sci alpinisti devono analizzare attentamente ogni pendio, in base all'inclinazione, all'esposizione e alle condizioni della neve in quel momento, così da poter valutare il rischio di un distacco. Altri rischi sono lo scivolamento o la caduta dal pendio specie se ghiacciato verso fondovalle, il contatto più o meno violento con rocce e il maltempo.

### Precauzioni e sicurezza
Pur essendo diventata una disciplina potenzialmente alla portata di tutti è comunque indispensabile affrontarla con la giusta preparazione atletica, possibilmente insieme a dei professionisti della montagna, quali le guide alpine, o in alternativa agli istruttori di scialpinismo del CAI, o dopo eventuale formazione presso le scuole di sci alpinismo di CAI ed altre organizzazioni titolate alla formazione. Tra le altre precauzioni di buon senso vi è il portare sempre con sé il necessario per tutte le eventuali situazioni d'emergenza.

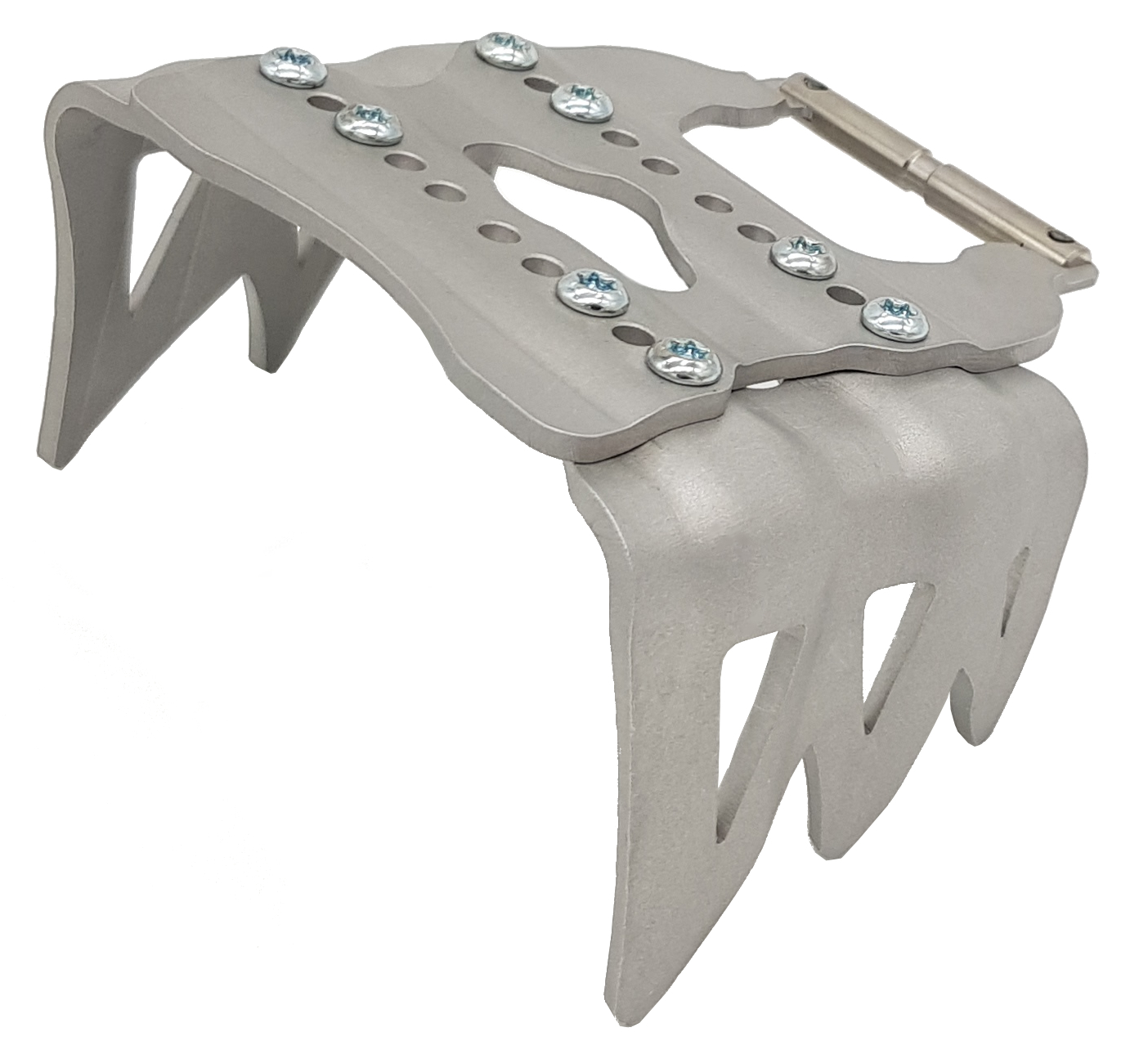
Dispositivo denominato "rampant" da agganciare all'attacco da sci alpinismo in condizioni di neve ghiacciata durante la salita per evitare rischi di scivolamento, questo modello ha la particolarità di poter essere regolato a seconda della larghezza dello sci tramite le otto viti superiori.

#### Artva/Recco, sonda, pala, airbag, respiratori e informazioni meteo-nivologiche

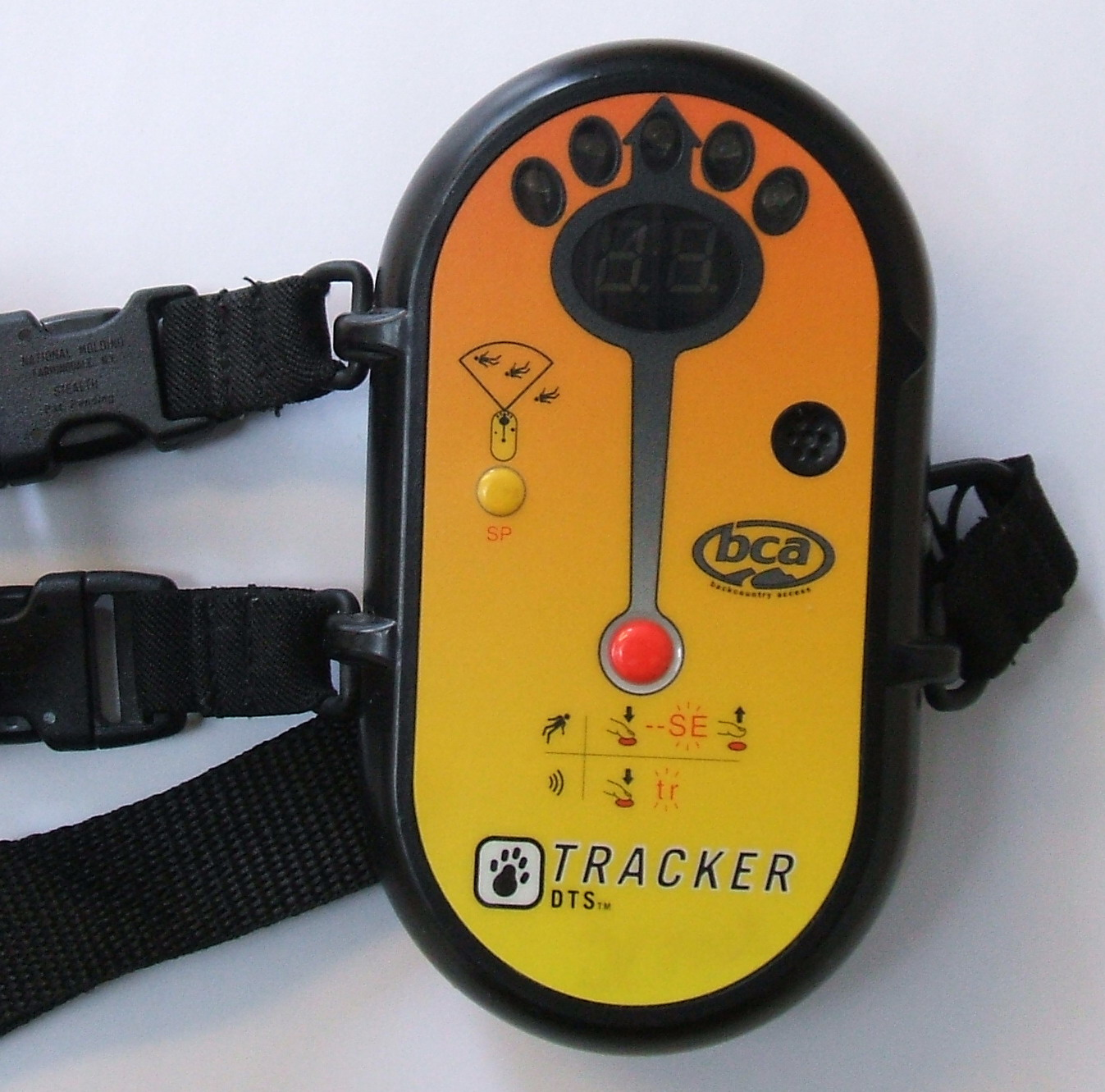
Apparecchio di ricerca in valanga

A questo riguardo, utile e fondamentale è accompagnare l'utilizzo di un Artva/RECCO con sonda da valanga e pala (esistono appositi modelli leggeri e smontabili), per la precisa localizzazione meccanica dei travolti da una eventuale valanga ed il loro più veloce possibile disseppellimento.
Studi statistici dimostrano che l'utilizzo congiunto dei tre strumenti aumenta, in caso di incidente, la probabilità di sopravvivenza dei travolti. La tempestività dell'intervento impedisce la morte, che il più delle volte, in assenza anche di uno dei tre strumenti, interviene per il soffocamento dato dalla poca aria intrappolata. I problemi di ipotermia sono solamente successivi a quelli di asfissia e traumatici.
La ricerca di un travolto in valanga è possibile ovviamente solo se vi è almeno un'altra persona nelle vicinanze e se sia il travolto che chi effettua la ricerca sono in possesso dell'Artva, il quale a sua volta è inutile senza la pala e la sonda. La velocità e la pratica nella ricerca e nello scavo sono di fondamentale importanza per il ritrovamento in vita del travolto e possono essere conseguite solo con frequenti (almeno una all'anno) esercitazioni di soccorso in valanga e ricerca con Artva. Negli ultimi tempi a questi sistemi di sicurezza ormai consolidati da diversi anni si stanno aggiungendo altre tecnologie.
A partire dagli anni ottanta è stato sviluppato un sistema di airbag anti valanga. Questo meccanismo consiste in uno zaino, di varie capacità (20, 40, 60 litri ecc.) che presenta una cordicella anteriore. In caso di valanga è sufficiente tirare per far gonfiare automaticamente un pallone (un air-bag proprio come quello delle auto), per permettere il massimo galleggiamento possibile. Il sistema era stato sviluppato a partire dalle osservazioni di un forestale tedesco, negli anni settanta, osservando, la galleggiabilità dei diversi corpi nella neve. Il brevetto è stato successivamente acquistato da Peter Aschauer.
Altri sistemi di sicurezza prevedono l'uso di semplici tubi, in qualche modo parenti degli snorkel, che facilitano la respirazione una volta sepolti. Son noti come sistemi AvaLung. Ideati inizialmente dallo statunitense Tom Crowley, separano il flusso espiratorio da quello inspiratorio ed evitano il pericolosissimo fenomeno del ritrovarsi in un ambiente asfittico, isolati da una sottile parete di ghiaccio creatasi dalla fusione e ricongelamento della neve con il calore del respiro.
È sempre meglio tuttavia non affidarsi esclusivamente a questi ed altri sistemi, frequentare itinerari di free ride, sci alpinismo e altri sport in ambiente innevato sempre in gruppo, frequentare corsi specifici riconosciuti, affidarsi e farsi accompagnare da guide alpine del posto che si sceglie di frequentare. Molte volte infatti è possibile unirsi a gruppi organizzati locali che esplorano le montagne con guide alpine esperte e preparate. È indispensabile inoltre informarsi sul rischio valanghe presso il servizio nivologico di competenza territoriale oltre che sulle condizioni meteorologiche previste.

## Difficoltà scialpinistiche

### La scala 'Blachère'
La prima scala di valutazione delle difficoltà scialpinistiche fu introdotta negli anni quaranta dal francese Gérard Blachère. La scala Blachère prevedeva tre soli gradi:

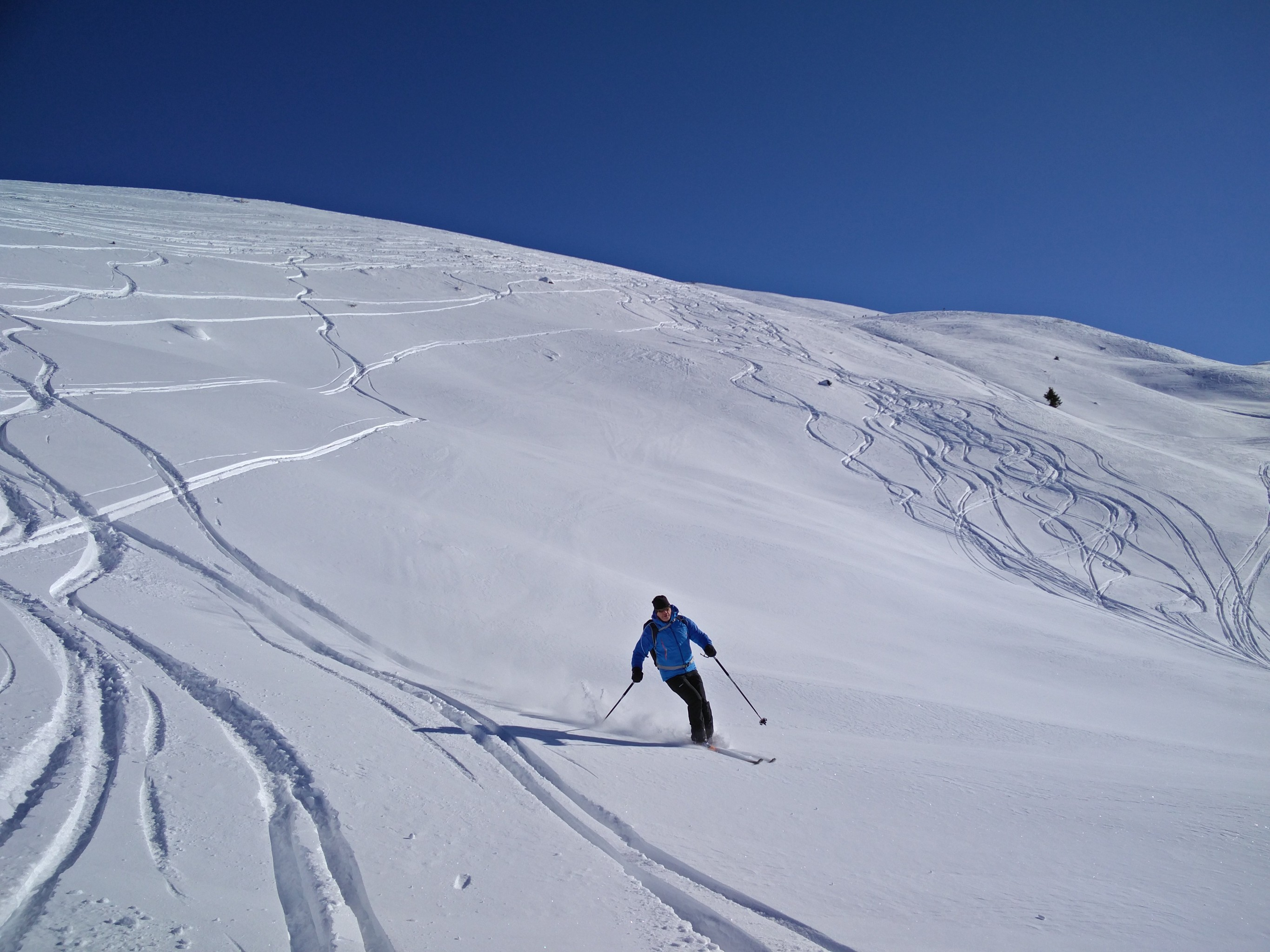
Un classico itinerario un tempo valutato MS. Classificazione odierna 2.2/E1 oppure PD-/S2

- MS - medio sciatore: pendii facili, fino a 30 gradi;
- BS - buono sciatore: pendii fino a 40 gradi, per tratti brevi e poco esposti;
- OS - ottimo sciatore: pendii anche oltre 40 gradi, passaggi obbligati ed esposti.

L'eventuale aggiunta di una A (MSA, BSA, OSA) indicava la presenza di difficoltà alpinistiche, come tratti rocciosi o ghiacciai.
Il progresso tecnico e l'evoluzione dello scialpinismo avevano presto portato a ritenere poco esaustiva la classificazione di un itinerario con la scala Blachère a causa dei limiti intrinseci nel non valutare l'itinerario sulla base di parametri oggettivi quali l'esposizione o la pendenza ma in base a valutazioni indirettamente soggettive (la capacità richiesta allo sciatore che percorre l'itinerario).

### La scala 'Traynard'
Una nuova definizione del sistema di valutazione iniziò quindi a diffondersi verso la metà degli anni ‘70 con una valutazione specifica della difficoltà della discesa, espressa con la scala originariamente introdotta da Philippe Traynard, professore all'Università di Grenoble, ex-presidente delle FFME (Fédération française de la montagne et de l'escalade).
Questa scala prevedeva la difficoltà in discesa espressa con 6 gradi :
- S1: itinerario facile che non richiede tecnica particolare.
- S2: pendii e valloni ampi, fino a 25 gradi.
- S3: pendii fino a 35 gradi; richiede buona tecnica su ogni tipo di neve.
- S4: pendii fino a 45 gradi senza forte esposizione; tra 30 e 40 gradi con esposizione forte o passaggi stretti; richiede una tecnica ottima.
- S5: pendii da 45 a 50 gradi senza forte esposizione; a partire da 40 gradi con esposizione forte.
- S6: pendii oltre i 55 gradi senza forte esposizione; a partire da 50 gradi con esposizione forte.

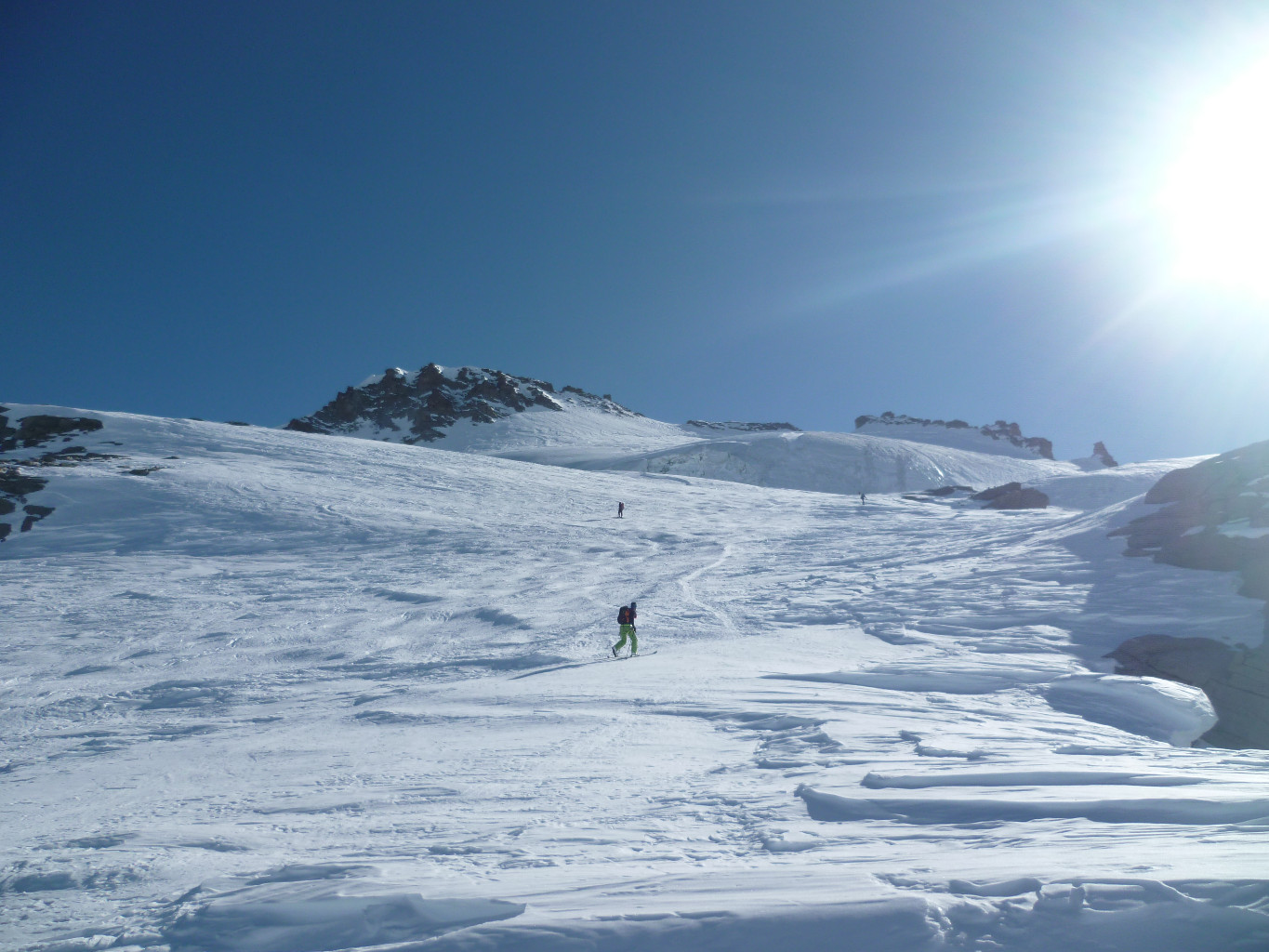
Via normale al Gran Paradiso - La valutazione è 2.3/E1 oppure PD/S3

Di li a poco François Labande, un grande percorritore di itinerari sci-alpinistici che negli anni descriverà poi in numerose guide, integra e migliora la scala ‘Traynard’ con l'indicazione della difficoltà alpinistica in salita (conosciuta come scala UIAA), per il tramite della classificazione già adottata con gli itinerari alpinistici e che tiene conto di parametri come la lunghezza dell'itinerario, la ripidezza e la continuità dei pendii, l'esposizione, i pericoli oggettivi, la quota, l'isolamento.
Essa si esprime con la scala:
- F: facile
- PD: poco difficile
- AD: abbastanza difficile
- D: difficile
- TD: molto difficile
- ED: estremamente difficile

Allo stesso tempo la scala delle difficoltà in discesa viene aperta da Labande verso l'alto con l'introduzione di un ‘settimo grado’ :
- S7: passaggi a 60 gradi o più, salto di fasce rocciose su terreno molto ripido o esposto.

Le valutazioni possono essere affinate coi segni più o meno (es. PD+). I primi tre gradi corrispondono all'incirca ai gradi della scala Blachère: F=MS, PD=BS, AD=OS; i gradi più alti riguardano lo sci ripido (pendenze oltre i 40/45 gradi) e lo sci estremo.

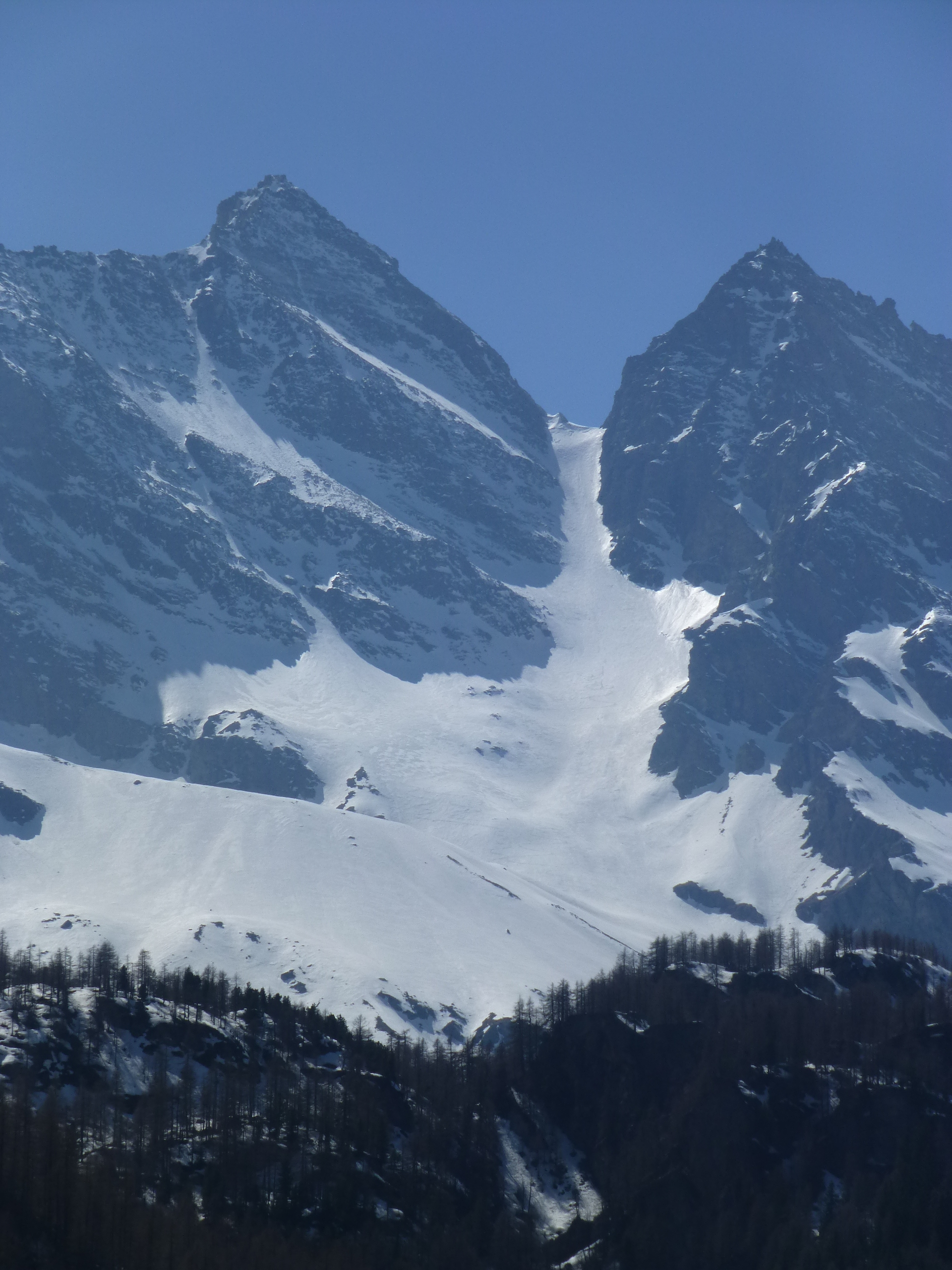
Ai limiti inferiori dello sci ripido: canalone di Col Perdù nelle Alpi Graie. Un tempo valutato OS oggi è considerato 4.1/E1 o D/S4

### La scala 'Volo'

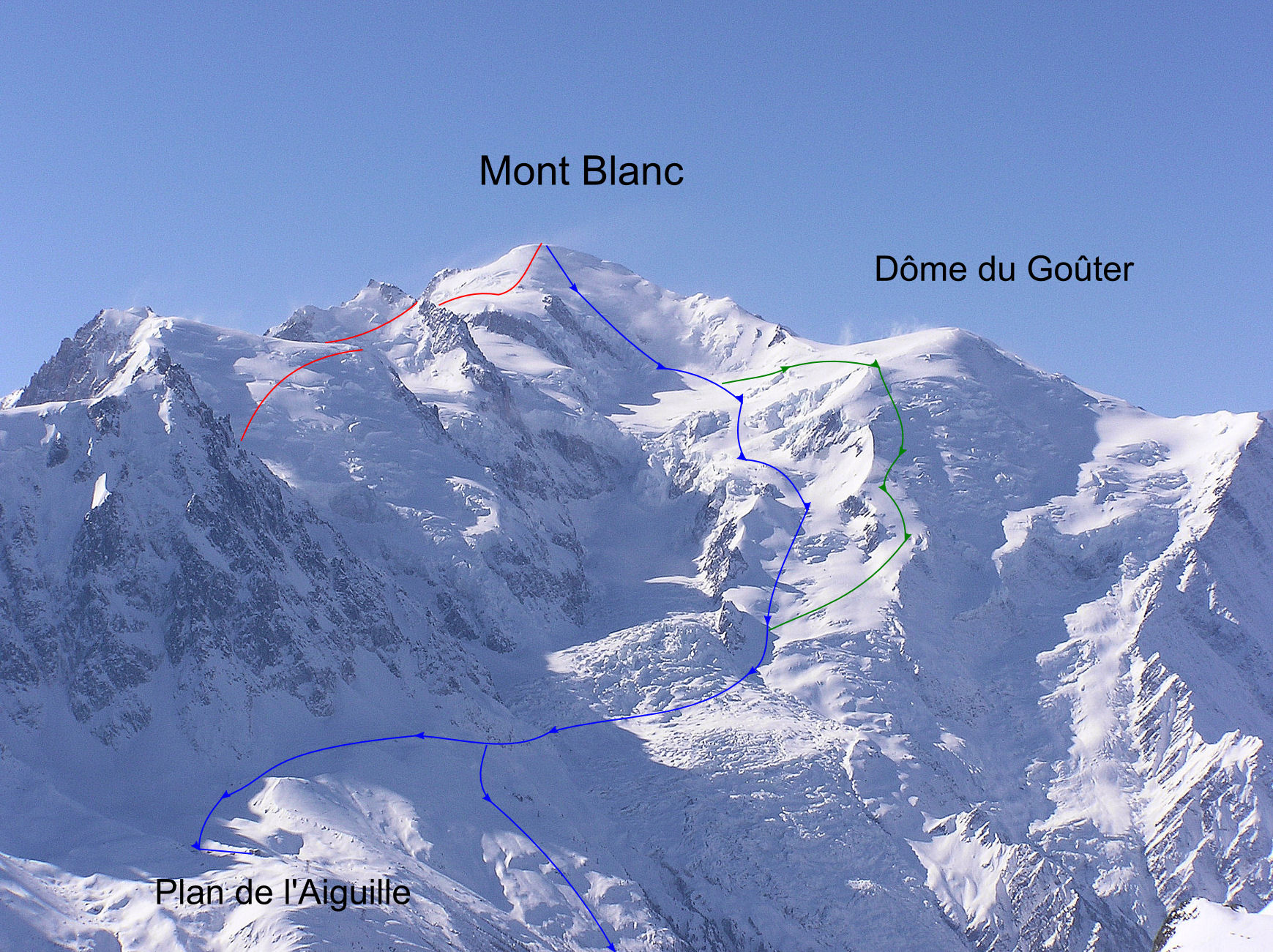
Monte Bianco: in blu il tracciato della discesa dalla parete Nord. Difficoltà 4.2/E2 oppure D/S4

Il livello descrittivo appariva però ancora non sufficiente quando, a partire dagli anni novanta iniziò ad affacciarsi sul mondo dello sci-alpinismo, del free-ride e della connessa attività dello sci-ripido, una platea di sciatori sempre più esigente, in ciò sostenuta e favorita tanto dall'evoluzione tecnologica dei materiali che dal cambiamento di mentalità rispetto alla scelta e all'individuazione degli itinerari.
Nelle guide toponeige dell'editore francese Volopress, (che prendono il nome dall'appassionato Volodia Shahshahani), viene allora introdotta una nuova scala di difficoltà (classificazione Toponeige) che presto viene conosciuta nell'ambiente come scala “Volo”, diffondendosi rapidamente.
L'editore stesso dichiara di non opporsi né di favorire questa diffusione, limitandosi a chiedere, per evitarne un utilizzo contraddittorio, di riferirsi direttamente con un collegamento esplicito alla sorgente della definizione della scala, ospitata sul sito Volopress
Pregi di questa scala sono l'elevata granularità descrittiva che non ha paragoni con la vecchia scala Blachère e consente una descrizione minuziosa delle difficoltà tanto in salita che in discesa, completate da indicazioni sul livello di impegno (detto anche in gergo ‘ingaggio’) richiesto allo sci-alpinista.
La scala inoltre è adottabile su qualsiasi tipo di terreno, dall'itinerario più semplice sino all'itinerario di sci estremo più impegnativo.
Il sistema si compone, in origine, di tre elementi riferiti, rispettivamente, alla discesa in sci, alla marcia e all'esposizione, abbreviate nella formula del tipo 3.2/F/E2.
Spesso si trova però una quotazione abbreviata sul tipo 3.2/E2 senza la quotazione relativa alla marcia. Tale quotazione era stata introdotta per permettere ad alpinisti non sciatori di utilizzare le guide ‘toponeige’ a piedi su terreno innevato, e quindi con racchette, ramponi etc.
Più facilmente si trova, nell'utilizzo sci-alpinistico, una quotazione espressa a parte e riferita alle difficoltà alpinistiche in salita ove non si possa procedere sci ai piedi o, più spesso, una definizione della difficoltà di ‘ingaggio’, cioè della difficoltà complessiva della salita nella sua totalità, a comprendere quindi anche la complessità di individuazione e interpretazione.

#### L'elemento sci
L'elemento “sci” della scala Volo è costituito da quattro livelli con tre suddivisioni (1 per inferiore,2 per medio, 3 per superiore) e un quinto livello, o grado, aperto verso l'alto. Questo elemento si esprime indicando livello e suddivisione separati da un punto, nella forma, ad esempio, '3.3' o '4.1' o '5.2'. Alla data del 2016 il livello massimo raggiunto, per quanto se ne sa, corrisponde al '5.6'.

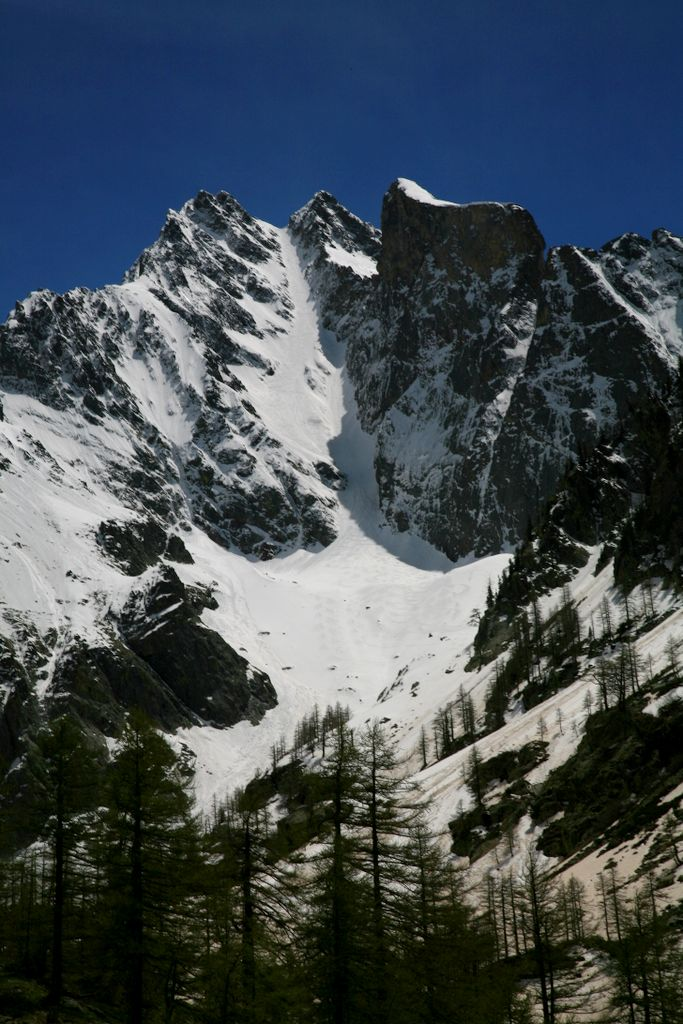
Canalone di Lourusa nella Alpi Marittime - Grado 5.1/E3, oppure TD-/S5. Prima discesa da parte di Heini Holzer il 7 luglio 1973

- Il livello 1 rappresenta il passaggio dal fondo escursionistico allo sci-alpinismo, con pendii inferiori ai 30° di pendenza e dislivelli ridotti.
- Il livello 2 vede comparire pendii che sporadicamente raggiungono i 35°
- Il livello 3 è il vero e proprio sci-alpinismo, con pendii che non superano i 35° con passaggi brevi a 40/45°
- Il livello 4 è quello forse più frequentato dagli appassionati del ripido ed è lo sci-alpinismo di livello superiore portato nei canali e/o su pendii sostenuti (per più di 200 metri) a 40/45°
- Il livello 5 è quello che introduce allo sci estremo, trattando di pendii a 45° per oltre 300 metri oppure di 50° per oltre 100 metri.

#### L'elemento esposizione
L'elemento esposizione della scala Volo è forse il più scarno, ma allo stesso tempo il più rapidamente comprensibile.
È suddiviso in quattro livelli a seconda della conformazione del pendio riferito all'eventuale caduta (aperto o con rischio di impatto su parete o salto su barra rocciosa o su parete) e quindi ci dice che a livello 1 ce la si può cavare, cadendo, sia pur con rischio di ferite, mentre a livello 4 si muore per certo.
Viene espresso facendolo precedere dalla lettera 'E', nella forma, ad esempio 'E1' o 'E4'.

#### L'elemento ingaggio
L'elemento ingaggio può invece andare da I a IV, dove il grado I più basso rappresenta un itinerario dall'ingaggio basso, e quindi con percorso evidente. I gradi successivi rappresentano rispettivamente un ingaggio medio, elevato e molto elevato, e portano con se, progressivamente, la necessità di disporre anche di una buona padronanza della tecnica alpinistica oltre che sciatoria, di una consapevole conoscenza del terreno e di un preventivo studio dell'itinerario stesso. Viene espresso con il numero romano corrispondente, da I a IV.
In sostanza una medesima salita può essere quotata come
- 3.2/F/E2 nella gradazione originale, poco diffusa
- 3.2/E2 in una notazione ‘abbreviata’ ma sufficiente
- I/3.2/E2 nella notazione ‘estesa’ con l'ingaggio

a seconda del periodo di effettuazione e della quotazione data da chi abbia valutato l'itinerario.
Per quanto questa scala sia la più completa sino ad oggi definita, occorre tenere conto che, a seconda della data di pubblicazione di una guida o di una relazione, e a seconda dell'area geografica di riferimento, si possono incontrare sostanziosi riferimenti alle vecchie scale anche se i maggiori siti on-line di riferimento hanno ormai adottato la scala Volo, alcuni per la descrizione di tutti gli itinerari, altri quanto meno per gli itinerari di sci-ripido.

## Competizioni
Le principali competizioni sono i Campionati mondiali di sci alpinismo, Campionati Continentali (Europa, Asia e America), a cadenza biennale e la Coppa del Mondo di sci alpinismo, che si disputa ogni anno. Nel 2020 lo sci alpinismo è entrato per la prima volta nel programma dei giochi olimpici giovanili invernali.
Questi Giochi Olimpici Giovanili, YOG2020, si sono tenuti nel gennaio 2020 a Losanna, Svizzera. 
I giovani atleti che hanno avuto l'onore di potervi partecipare, in seguito ad un'attenta selezione da parte dei tecnici e allenatori della squadra nazionale, sono stati Silvia Berra, Erika Sanelli, Luca Tomasoni e Rocco Baldini. 
Tutti e quattro hanno conquistato insieme il quarto posto nella staffetta.
Mentre, a livello individuale, Silvia Berra ha conquistato l'argento nella specialità sprint al femminile, Luca Tomasoni l'argento e Rocco Baldini l'oro, sempre nella prova sprint al maschile. Inoltre nel 2023 lo sci alpinismo ha sfociato, per la prima volta, agli EYOF
in Friuli Venezia Giulia, portati dagli sci alpinisti: Marcello Scarinzi, Umberto Ferrazza e Martino Utzeri in campo maschile, mentre in campo femminile a portare la bandiera sono state: Melissa Bertolina, Vanessa Marca e Martina Scola